# Fissidens aporrocheilos
Fissidens aporrocheilos är en bladmossart som beskrevs av C. Müller 1872. Fissidens aporrocheilos ingår i släktet fickmossor, och familjen Fissidentaceae. Inga underarter finns listade i Catalogue of Life.